# Benfeita
Benfeita es una freguesia portuguesa del concelho de Arganil, con 22,10 km² de superficie y 503 habitantes (2001). Su densidad de población es de 22,8 hab/km².

## Galería

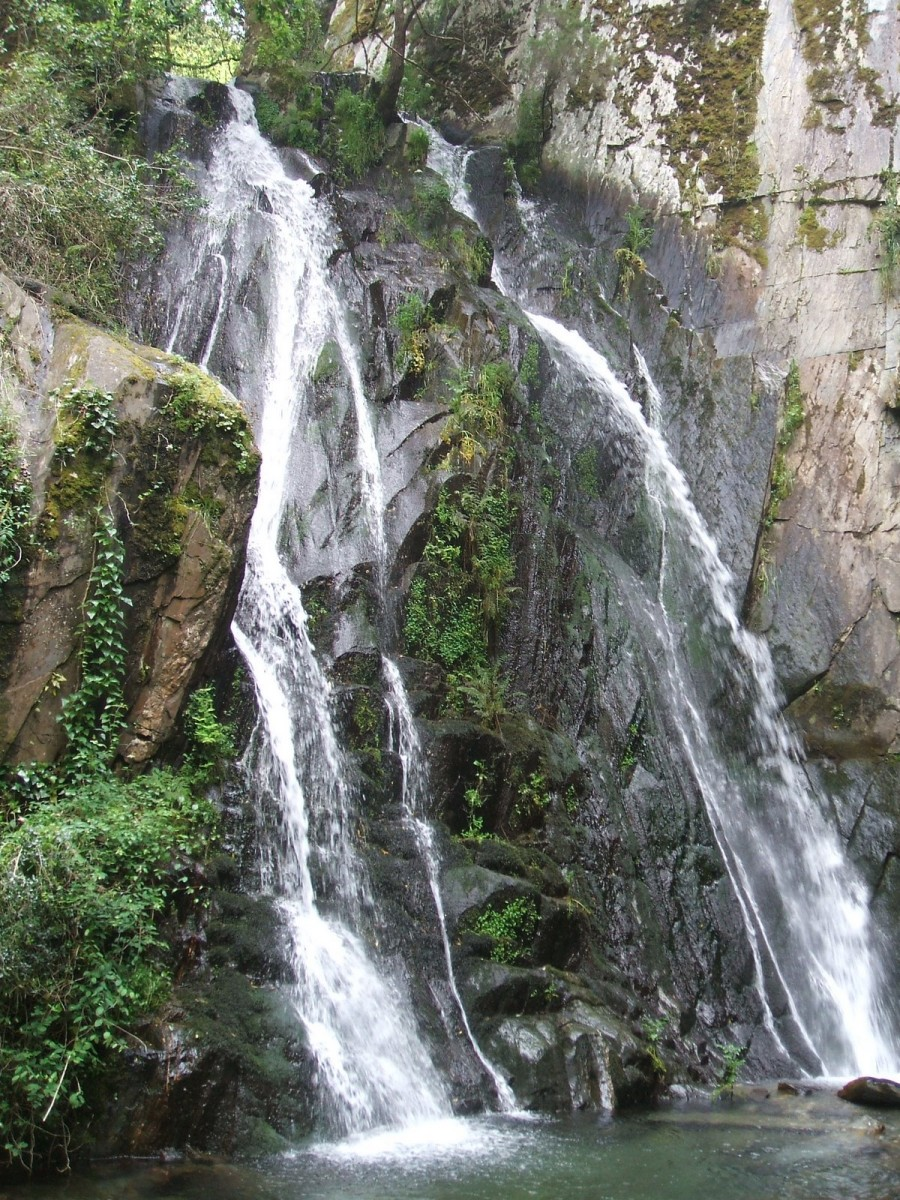
Cascada de Fraga da Pena.